# Boujailles
Boujailles is een gemeente in het Franse departement Doubs (regio Bourgogne-Franche-Comté) en telt 371 inwoners (1999). De plaats maakt deel uit van het arrondissement Pontarlier. In de gemeente ligt spoorwegstation Boujailles.

## Geografie
De oppervlakte van Boujailles bedraagt 27,2 km², de bevolkingsdichtheid is 13,6 inwoners per km².

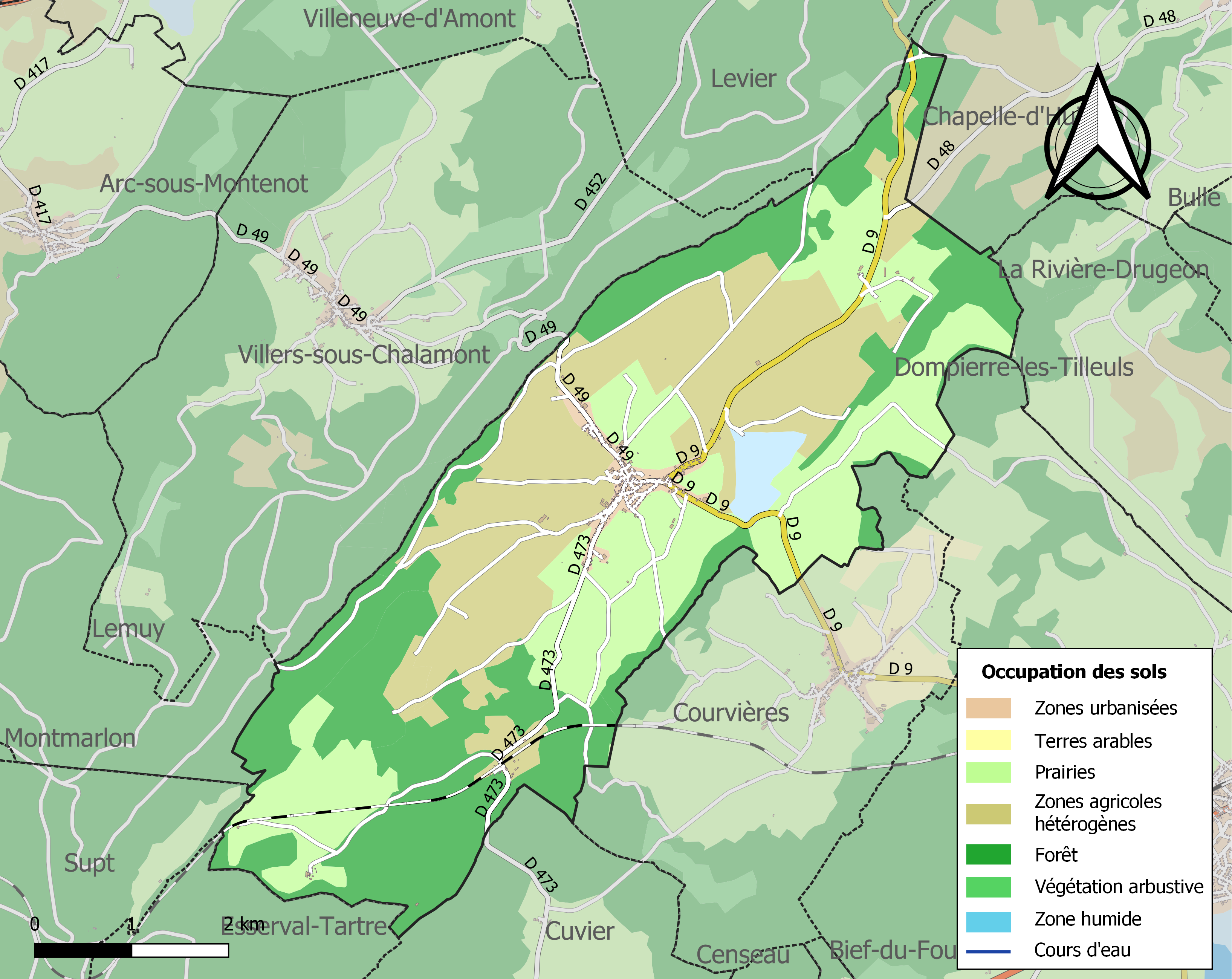
Kaart van de gemeente met de belangrijkste infrastructuur, bodemgebruik en omliggende gemeenten

## Demografie
Onderstaande figuur toont het verloop van het inwonertal (bron: INSEE-tellingen).